# Meristeem

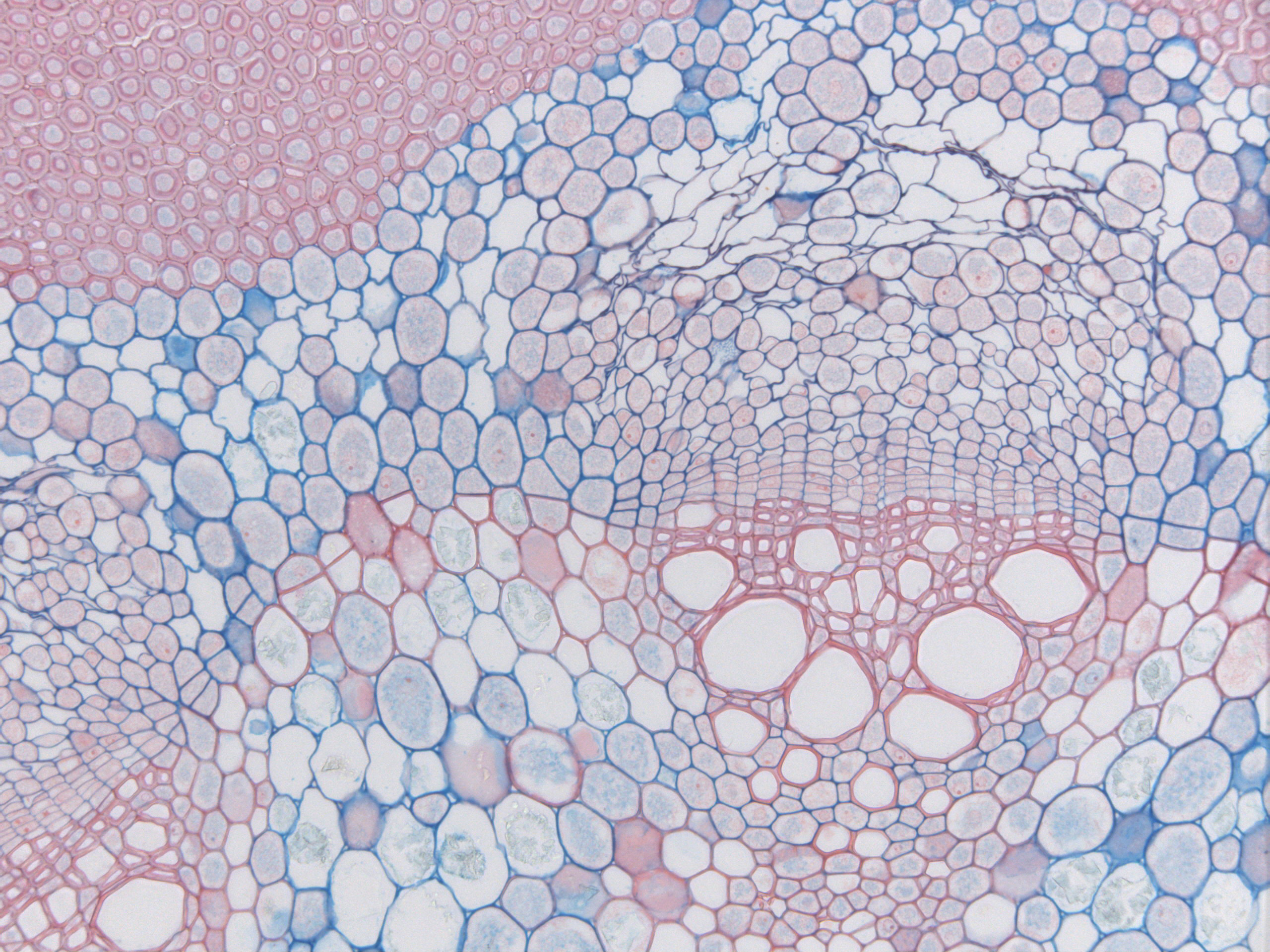
Dwarsdoorsnede van een stengel van Aristolochia macrophylla met fasciculair (binnen de vaatbundels) en het interfasciculair (tussen de vaatbundels) cambium (Bij de grote afbeelding is het mogelijk om er met de muis overheen te gaan waarbij dan de namen van de verschillende cellen getoond worden.)

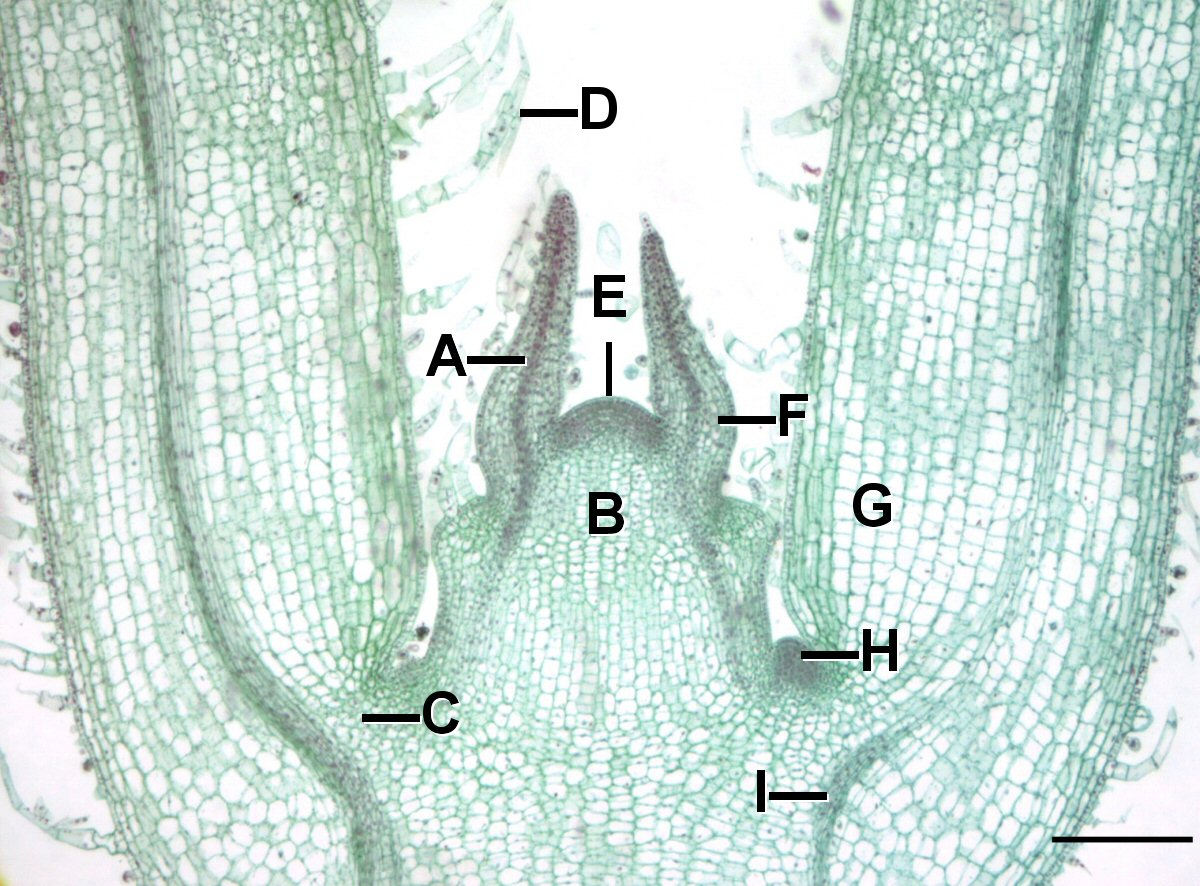
Stengeltop van Coleus. A=Procambium, B=Grondmeristeem, C='Opening' die het bladlitteken omringt, waar het blad doorheen groeit. Het is gevuld met parenchym, D=Trichoom, E=Topmeristeem, F=Ontwikkelende bladprimordia, G=Bladprimordium, H=Okselknop, I=Ontwikkelend vaatweefsel. Schaal=0,2 mm.

Het meristeem bestaat uit meristematische cellen: ongedifferentieerde cellen die in staat zijn tot celdeling.
Cellen in het meristeem kunnen zich door celdifferentiatie ontwikkelen tot alle andere weefsels en organen die in planten voorkomen. Meristematische weefselcellen hebben een grote kern met kleine of geen vacuolen omdat ze niets hoeven op te slaan. Het dichte protoplasma van de meristeemcellen bevat zeer weinig vacuolen. Cellen van dit type weefsel zijn ruwweg bolvormig of veelvlakkig tot rechthoekig van vorm met dunne celwanden. De cellen van het meristeemweefsel hebben een dunne en elastische primaire celwand van pectine. Ze zijn compact gerangschikt zonder intercellulaire ruimtes ertussen. 
Veel meristemen in bijvoorbeeld de slapende of adventieve knoppen ontwikkelen zich gewoonlijk niet. Pas na bijvoorbeeld bevriezing van de actieve knoppen of na het snoeien gaan de slapende knoppen uitlopen. De vorming van waterlot is hier een voorbeeld van. De adventieve knoppen liggen dieper in het weefsel dan de slapende knoppen en lopen pas uit als de slapende knoppen worden verwijderd.

## Typen meristeem
Er zijn 3 typen meristematisch weefsel te onderscheiden:
- primair meristeem of apicaal meristeem is verantwoordelijk voor de primaire groei van de plant:
  - Het protoderm, waaruit de epidermis ontstaat
  - Het grondmeristeem, waaruit het grondweefsel, merg en schors, ontstaat
  - Het procambium, waaruit cellen ontstaan die zich sterk strekken en tot primaire vaatbundelcellen ontwikkelen: primair xyleem en primair floëem
- secundair meristeem of lateraal meristeem dient voor de diktegroei:
  - Het cambium (als cambiumring)
  - Het kurkcambium: vormt het secundaire eindweefsel (periderm)[1]
- tertiair meristeem of restmeristemen zijn grotere meristematische celcomplexen in een omgeving met reeds gedifferentieerd weefsel:
  - Intercalair meristematisch weefsel (resterende meristemen aan de basis van de knopen van de stengels en de bladschijven van eenzaadlobbige (in het bijzonder gras)): meristeem gelegen tussen reeds gedifferentieerde gebieden dat lokale lengtegroei veroorzaakt, zorgt voor strekking bloem- of vruchtstelen
  - Meristemoïden: meristematische celgroepen of individuele cellen omgeven door gedifferentieerde cellen, die uiteindelijk worden omgevormd in volgroeid weefsel, dat niet meer kan differentiëren.

## Groei en ontwikkeling
De delende cellen leiden in eerste instantie tot een toename in de lengte en dikte van de plant. De primaire groei van een plant vindt alleen plaats in bepaalde specifieke gebieden, zoals in de toppen van stengels, takken of wortels. In deze gebieden is meristeemweefsel aanwezig. Nieuwe cellen geproduceerd door het meristeem lijken aanvankelijk op de meristeemcellen zelf, maar naarmate de nieuwe cellen groeien veranderen hun eigenschappen. Ze ondergaan celstrekking door extra opname van water in de vacuolen, die vervolgens samensmelten tot één grote centrale vacuole. 

## Primair meristeem

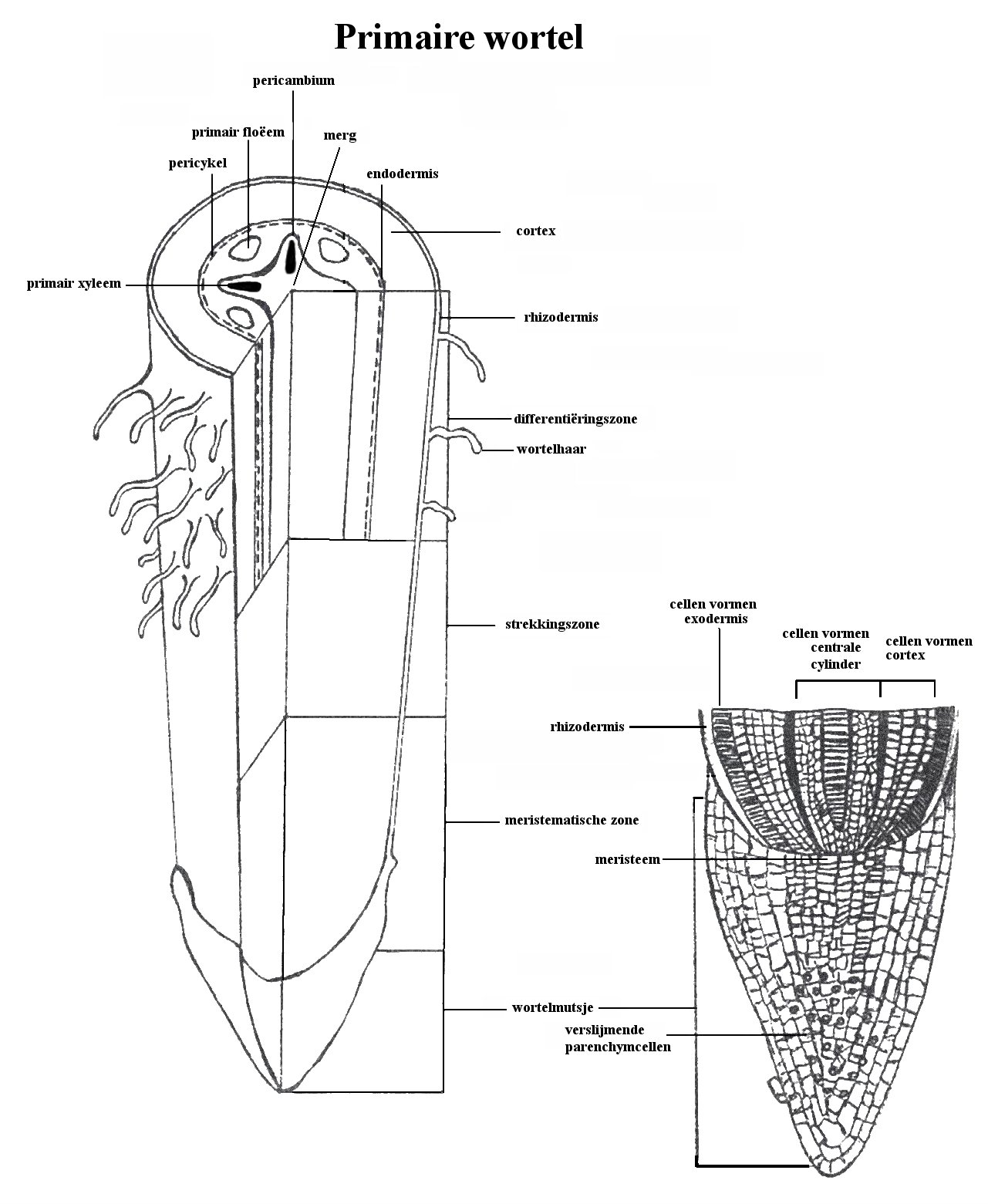
Schematische lengtedoorsnede primaire wortel met pericambium

In de top van de stengels bevindt zich het groeipunt van de lengtegroei. Helemaal aan de top bevinden zich uitsluitend deelvaardige cellen, het primaire of apicale topmeristeem; hier vindt groei plaats begeleid door celdeling (plasmagroei en celvermeerdering). Iets onder de top, dus in een iets ouder deel, liggen ook cellen die niet meer deelvaardig zijn; dit is het celstrekkingsgebied; hier groeien de cellen enorm in de lengte uit, maar ook in de breedte. In de cellen ontstaat een grote centrale vacuole. Deze diktegroei heet primaire diktegroei. Deze groei gaat niet gepaard met celdeling. De breedte van de primaire stengel wordt zodoende al op enkele millimeters afstand van het topmeristeem vastgelegd. Wanneer het groeipunt van een plant zich verbreed heeft, is er sprake van een cristaat.
Maar er blijft een ring van deelvaardig weefsel over, de primaire meristeemring.

## Secundair meristeem
Het secundair meristeem bij planten bevindt zich in de cambiumlaag en dit is zowel bij kruidachtige als bij houtige planten het geval. Alleen zal bij kruidachtige planten de capaciteit tot nieuwe aangroei in de tijd beperkter zijn: de meeste kruidachtige planten hebben maar een beperkte levensduur, waarbij vorming van hout niet of nauwelijks voorkomt.
De jonge zaailing heeft aanvankelijk slechts één topmeristeem van de primaire scheut, dat bij tweezaadlobbige planten tussen de twee zaadlobben wordt aangetroffen en tijdens de embryogenese ontstaat. Dit meristeem is verantwoordelijk voor de vorming van de primaire stengel met scheuten en bladeren.
De vorming van verdere stengels vindt plaats door het vormen van meristemen in de oksels van bladeren, die okselmeristemen of laterale meristemen worden genoemd. De variërende mate van activiteit van de okselmeristemen vormt een basis voor de diverse groeivormen in het plantenrijk. De activiteit van de okselmeristemen wordt vaak aanvankelijk onderdrukt door het topmeristeem van de primaire scheut, waardoor zijscheuten vertraagd uitgroeien. Deze controle door het topmeristeem van de scheut wordt apicale dominantie genoemd. De vorming van zijwortelmeristemen vindt niet plaats in een anatomisch gedefinieerd gebied op een bepaalde afstand van het primaire wortelmeristeem. Hier is een binnenste weefsellaag, de pericykel, de oorsprong van deze laterale wortelmeristemen.
Naast de secundaire meristemen in de oksels van de bladeren en de wortelpunten verwijst de term laterale meristemen ook naar het cambium en het fellogeen, beide delende cellagen die  verantwoordelijk zijn voor de secundaire diktegroei van veel planten.

### Secundaire diktegroei
Secundaire diktegroei is de uitbreiding van het aantal cellen in de breedte van een stengel of wortel, waardoor deze dikker wordt en een grotere omtrek krijgt. Als een primaire stengel of primaire wortel dikker moet worden, kan dit niet gebeuren door vergroting van de reeds aanwezige cellen, aangezien deze voor het grootste deel uitgedifferentieerd zijn. De enige mogelijkheid nu is de productie van nieuwe cellen.
Het fasciculair (binnen de vaatbundels) cambium dat verantwoordelijk is voor de secundaire diktegroei ligt bij primaire dicotyle stengels in eerste instantie tussen primair hout en primaire bast, dus in de vaatbundels. Zodra de secundaire diktegroei begint, breidt het interfasciculair cambium zich tussen de vaatbundels uit.
Uiteindelijk vormt het cambium een gesloten schede, de cambiumring.
Er zijn ook planten, waar de primaire meristeemring direct overgaat in cambium.

## Intercalair meristeem

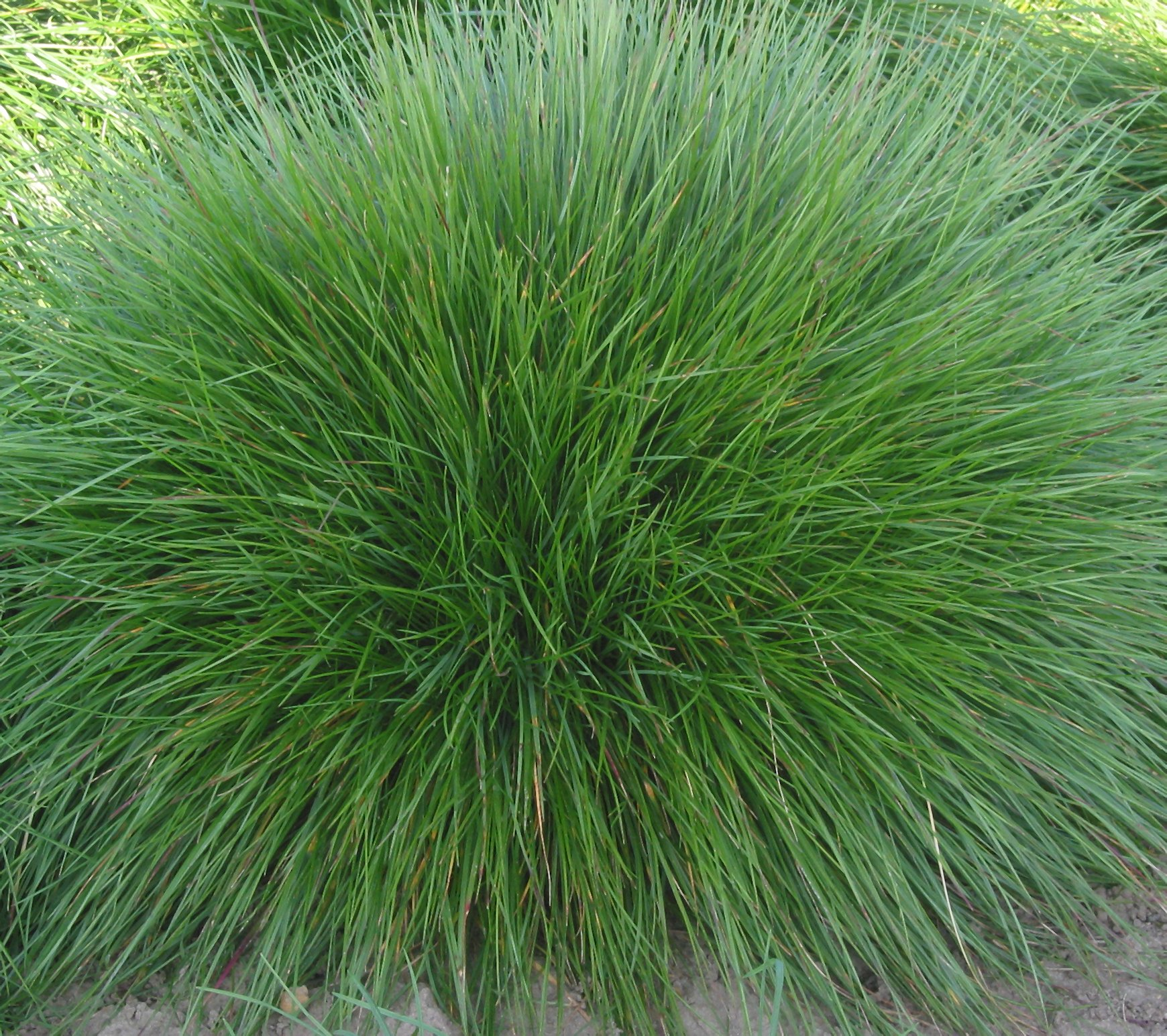
Gewoon roodzwenkgras met veel spruiten.

Bij angiospermen komen intercalaire (soms basale) meristemen voor aan de basis van de knopen van de stengels en de bladschijven van eenzaadlobbige (in het bijzonder gras). Paardenstaarten en Welwitschia mirabilis vertonen ook intercalaire groei. Intercalaire meristemen zijn in staat tot celdeling en zorgen voor een snelle groei en hergroei bij veel eenzaadlobbigen. Intercalaire meristemen op de knopen van bamboe zorgen voor een snelle verlenging van de stengel, terwijl de aan de basis van de meeste grasplanten voorkomende adventiefknoppen ervoor zorgen dat de afgevreten planten snel nieuwe zijscheuten vormen. Deze hergroei van grassen is evolutionair ontstaan als reactie op schade door grazende herbivoren.

## Meristemoïden
Meristemoïden zijn meristematische celgroepen of individuele cellen die uiteindelijk worden omgevormd in volgroeid weefsel.
In de differentiatiezones van scheuten en bladeren worden vaak kleine groepjes van actief delende cellen aangetroffen, maar deze bevatten geen meristeemcellen. De cellen van dergelijke meristeoïden worden uiteindelijk allemaal volgroeide cellen, die als idioblasten echter qua vorm en functie verschillen van de andere weefselcellen. Meristemoïden vormen bijvoorbeeld huidmondjes en meercellig haren. De bladprimordia aan de top van de scheut worden uiteindelijk meristemoïden, waardoor de bladeren maar een beperkte groei doormaken. Meristemoïden zijn vaak afgeleid van afzonderlijke cellen, die zijn ontstaan door ongelijke celdelingen.

## Generatief meristeem

ABC-model van bloemontwikkeling.

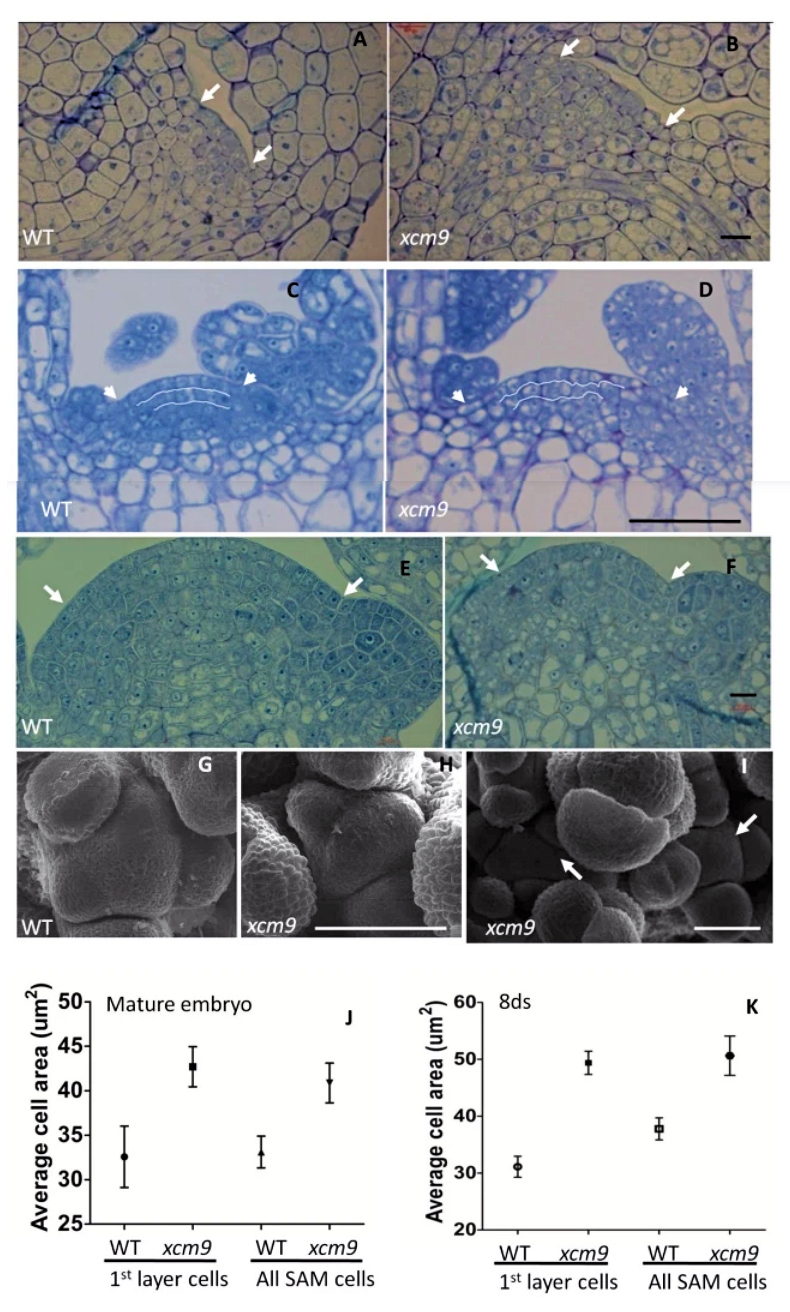
Generatief topmeristeem van zandraket. WT=wildtype. Extreme voortijdige beëindiging van de bloeiwijze bij de xcm9-mutant. De pijlpunten in (B) (D) geven de kleine bloemknoppen aan, die niet verder ontwikkeld zijn.

Bij het generatief worden transformeert het topmeristeem van de scheut tot een bloeiwijze-meristeem. Het bloeiwijze-meristeem vormt vervolgens het bloemmeristeem, dat de kelkbladen, kroonbladen, meeldraden en stamper van de bloem vormt. Het generatief worden hangt onder meer af van de daglengte (korte- en langedagplanten) of de hoeveelheid kou (vernalisatie).
In tegenstelling tot vegetatieve topmeristemen en sommige bloeimeristemen, kunnen bloemmeristemen niet oneindig blijven groeien. Hun groei beperkt zich tot de bloem met een bepaalde maat en vorm. De overgang van scheutmeristeem naar bloemmeristeem vereist identiteitsgenen voor bloemmeristeem, die zowel de bloemorganen specificeren als de beëindiging van de productie van meristeemcellen veroorzaken. AGAMOUS (AG) is een bloem homeotische gen dat nodig is voor de beëindiging van het bloemmeristeem en noodzakelijk voor een goede ontwikkeling van de meeldraden en vruchtbladen. AG is nodig om de omzetting van bloemmeristemen in bloeiwijzemeristemen te voorkomen. Het bloemenidentiteitseiwit LEAFY (LFY), een transcriptiefactor, die door de hele bloem tot expressie wordt gebracht werkt samen met het homeodomeineiwit WUSCHEL (WUS) om AG in het midden van de bloem te activeren of de binnenste twee kransen. Op deze manier wordt bloemenidentiteit en regiospecificiteit bereikt. WUS activeert AG door te binden aan een consensussequentie in het tweede intron van AG en LFY bindt aan aangrenzende herkenningsplaatsen. Zodra AG is geactiveerd, onderdrukt het de expressie van WUS, wat leidt tot de beëindiging van het meristeem.
Door de jaren heen hebben wetenschappers bloemmeristemen om economische redenen gemanipuleerd. Een voorbeeld is de gemuteerde tabaksplant "Maryland Mammoth". In 1936 voerde het Ministerie van Landbouw van Zwitserland verschillende wetenschappelijke tests uit met deze plant. "Maryland Mammoth" is bijzonder omdat hij veel sneller groeit dan andere tabaksplanten.

## Geïnduceerde meristemen
Meristemen kunnen ook worden geïnduceerd in de wortels van peulvruchten zoals sojabonen, Lotus japonicus, erwten en Medicago truncatula na infectie met wortelknobbelbacteriën. Cellen van de binnenste of buitenste cortex in het zogenaamde "venster van nodulatie" vlak achter de zich ontwikkelende wortelpunt worden ertoe aangezet zich te delen. De kritische signaalstof is de lipo-oligosacharide Nod-factor met zijgroepen om specificiteit van de interactie mogelijk te maken. De Nod-factorreceptoreiwitten NFR1 en NFR5 werden gekloneerd uit verschillende peulvruchten, waaronder Lotus japonicus, Medicago truncatula en sojabonen. De regulatie van wortelknobbelmeristemen maakt gebruik van langeafstandsregulatie die bekend staat als de autoregulatie van nodulatie (AON). Bij dit proces zijn LRR-receptorkinasen (LjHAR1, GmNARK en MtSUNN), CLE-peptidesignalering en KAPP-interactie betrokken, vergelijkbaar met die waargenomen in het CLV1,2,3-systeem. LjKLAVIER vertoont ook een noduleregulatiefenotype, hoewel het nog niet bekend is hoe dit zich verhoudt tot de andere AON-receptorkinasen.

## Apicale dominantie

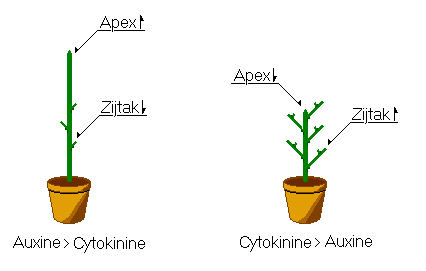
Effect van auxine/cytokinine balans op apicale dominantie

Apicale dominantie is waar één meristeem de groei van andere meristemen verhindert of remt, waardoor de top van de plant sterker uitgroeit dan de zijscheuten van de plant. Hierdoor krijgt de plant één hoofdstengel. Bij bomen draagt de hoofdtak bijvoorbeeld het dominante topmeristeem. Daarom groeit de hoofdtak van de boom snel en wordt deze niet overschaduwd door zijtakken. Als het dominante topmeristeem van de hoofdtak wordt verwijderd, zullen een of meer zijtaktoppen de dominantie overnemen. De zijtak zal sneller gaan groeien en de nieuwe groei zal verticaal zijn. In de loop der jaren kan de zijtak steeds meer op een verlengstuk van de hoofdtak gaan lijken. Vaak vertonen meerdere takken dit gedrag na het verwijderen van het topmeristeem, wat leidt tot een bossige groei. Door in de fruitteelt de zijtakken uit te buigen wordt de lengtegroei van deze takken geremd.
Het mechanisme van apicale dominantie is gebaseerd op de auxine/cytokinine-balans, plantengroeiregulatoren. Deze worden geproduceerd in het topmeristeem en getransporteerd richting het cambium in de wortels. Als de apicale dominantie volledig is, voorkomen ze dat er zijtakken ontstaan zolang het topmeristeem actief is. Als de dominantie onvolledig is, zullen er ook zijtakken gevormd worden.
Onderzoek naar apicale dominantie en de beheersing van de vertakkingen heeft een nieuwe familie van plantenhormonen aan het licht gebracht, genaamd strigolactonen. Het was eerder bekend dat deze verbindingen betrokken zijn bij het ontkiemen van zaden en de communicatie met mycorrhiza-schimmels en er is nu ook aangetoond dat ze betrokken zijn bij het remmen van de vertakking.

## Toepassing

### Stekken van planten

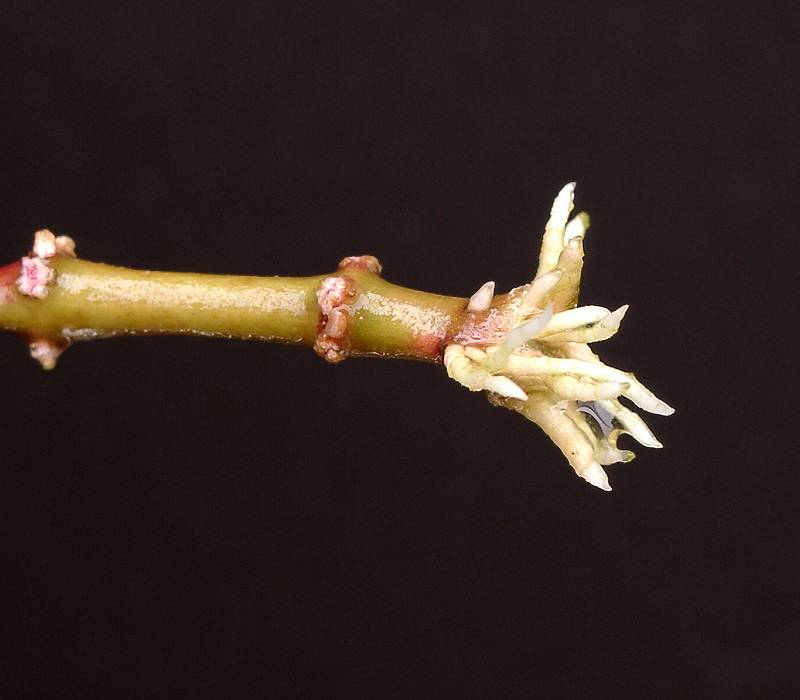
Adventiefwortels bij een stek van Euphorbia cotinifolia. De stengelknopen aan de linkerkant laten zien hoe van onder de schors vandaan verdere adventiefwortels uit het daaronderliggend intercalair meristeem tevoorschijn komen.

Stekken is een vorm van vegetatieve voortplanting die de wortel- of scheutproductie uit secundaire meristematische cambiumcellen of intercalaire meristematische cellen initieert. Dit verklaart waardoor basale 'verwonding' van stekken de wortelvorming vaak bevordert.

### Gebruik topmeristeem in-vitrocultuur
Bij in vitrocultuur wordt het topmeristeem van de stengel gebruikt voor de klonering van de plant. Voor de meristeemcultuur wordt het topmeristeem met de erom liggende bladprimordia gebruikt. Ook wordt wel een groter deel van de stengeltop met het topmeristeem en meer van het omliggend weefsel gebruikt voor in-vitrocultuur. Hierbij wordt de vorming van adventiefspruiten gestimuleerd.

### Virusvrij maken van planten
Via een topmeristeem van de stengel kan virusvrij uitgangsmateriaal verkregen worden. Na een warmtebehandeling van een met virus besmette plant wordt het topmeristeem, dat dan nog virusvrij is, op een voedingsbodem gezet en tot een nieuwe plant opgekweekt. Op deze manier zijn er bij verschillende gewassen, zoals aardappel, aardbei, framboos, appel, peer, virusvrije planten/bomen gemaakt, die verder in luisdichte ruimten vermeerderd worden.

## Vergelijking met dierlijke stamcellen
Meristematische cellen in planten komen overeen met stamcellen in dierlijke organismen in die zin, dat ze de eigenschap delen dat ze ongedifferentieerd zijn en de oorsprong zijn van alle gespecialiseerde celtypen.